# Cantone di Soisy-sous-Montmorency
Il Cantone di Soisy-sous-Montmorency era una divisione amministrativa dell'arrondissement di Sarcelles.
È stato soppresso a seguito della riforma complessiva dei cantoni del 2014, che è entrata in vigore con le elezioni dipartimentali del 2015.
Comprendeva i comuni di:
- Andilly
- Margency
- Soisy-sous-Montmorency